# Typosquatting
Typosquatting este un tip de atac de inginerie socială care vizează utilizatorii de internet care introduc incorect o adresă URL în browser-ul lor web, în loc să utilizeze un motor de căutare. De obicei, implică păcălirea utilizatorilor să viziteze site-uri web rău intenționate cu adrese URL care sunt greșeli de ortografie comune ale site-urilor web legitime. Utilizatorii pot fi păcăliți să introducă detalii sensibile pe aceste site-uri false. Pentru organizațiile victimizate de acești atacatori, aceste site-uri pot aduce prejudicii semnificative reputației.
„Greșeala” în typosquatting se referă la micile greșeli pe care oamenii le pot face atunci când tastează pe o tastatură. Typosquatting este, de asemenea, cunoscut sub numele de deturnare a adreselor URL, mimetizare de domenii, site-uri înțepate sau URL-uri false.
Typosquatting este o formă de criminalitate cibernetică care implică hackeri care înregistrează domenii cu nume scrise greșit în mod deliberat ale site-urilor web binecunoscute. Hackerii fac acest lucru pentru a atrage vizitatorii nebănuiți către site-uri web alternative, de obicei în scopuri rău intenționate. Vizitatorii pot ajunge pe aceste site-uri web alternative printr-unul din două moduri:
1. Introducând greșit din greșeală numele site-urilor web populare în browserul lor web – de exemplu, gooogle.com în loc de google.com.
2. Fiind atrași de ei ca parte a unui atac de phishing mai amplu .

Hackerii pot imita aspectul site-urilor pe care încearcă să le imite în speranța că utilizatorii vor divulga informații personale, cum ar fi cardul de credit sau detaliile bancare. Sau site-urile pot fi pagini de destinație bine optimizate care conțin publicitate sau conținut pornografic, care generează fluxuri mari de venituri pentru proprietarii lor.
Typosquatting nu este doar o problemă pentru utilizatori, ci și proprietarii de afaceri sunt afectați, nu în ultimul rând pentru că fiecare vizitator furat este potențial un client pierdut. Din acest motiv, companiile și organizațiile ar trebui să țină cont de falsificarea site-ului lor web și să ia măsuri acolo unde este cazul.